# Miquel Oliu i Nieto
Miquel Oliu i Nieto (Barcelona, 1973) és un compositor, pianista català i professor de piano al Conservatori de Vic.
Va cursar els estudis musicals de piano al Conservatori Superior de Música de Barcelona amb Antoni Besses i a Anvers amb Frédéric Gevers, i de composició al Conservatorio Superior de Música de Aragón sota la direcció d'Agustí Charles, obtenint el títol superior el 2002. Posteriorment rep classes de Ramon Humet. Ha rebut consells de Josep Soler i Benet Casablancas, i ha assistit a classes magistrals de Sofia Gubaidúlina i Tristan Murail. Ha estat guanyador del XXXII Premi Reina Sofía de Composició Musical atorgat per la Fundació Ferrer Salat.

## Selecció d'obres
| Any     | Obra                                                                 | Tipus d'obra                |
| ------- | -------------------------------------------------------------------- | --------------------------- |
| 2013    | Al·legories de tardor, per a orquestra simfònica                     | Música simfònica            |
| 2014    | L'inabastable perfil, per a violí i piano                            | Música de cambra            |
| 2011    | Despertar, per a shakuhachi                                          | Música solista (shakuhachi) |
| 2016    | Dos preludis, per a piano                                            | Música solista (piano)      |
| 2010    | Set extractes de 'El petit príncep', per a flauta de bec i percussió | Música de cambra            |
| 2016    | Jardins del silenci, per a viola i piano                             | Música de cambra            |
| 2018    | L'àngel terrible, per a quartet de corda                             | Música de cambra            |
| 2020    | In luce praesenti, per a orquestra simfònica                         | Música simfònica            |
| 2021    | Set cants, per a soprano i piano                                     | Música de cambra            |
| 2016-23 | Llibre d'hores, per a piano (serie completa de preludis)             | Música solista (piano)      |
| 2023    | Un simple aleteig..., per a violí, violoncel i piano                 | Música de cambra            |
| 2023    | Jo l'aimo, per a viola i cor mixt                                    |                             |